# Norman Blake
Norman Blake (* 10. März 1938 in Chattanooga, Tennessee) ist ein amerikanischer Musiker, Sänger und Songwriter. In seiner mehr als 50 Jahren andauernden Karriere spielte er in mehreren Folk- und Country-Bands. Er ist einer der Hauptakteure des Bluegrass-Comebacks der 1970er Jahre. Zusammen mit seiner Frau Nancy Blake nimmt er noch immer Alben auf und gibt Konzerte.

## Leben
Als Blake ein Jahr alt war, zog seine Familie mit ihm nach Sulphur Springs (Georgia), wo er aufwuchs.
Bekannt wurde er als Akustik-Gitarren-Spieler. Er spielt aber auch viele andere Instrumente und singt. Zum Beispiel spielt er die Mandoline, das 6-Saiten-Banjo, Fiddle und Dobro.
Am bekanntesten wurde Blake durch seine Arbeit mit John Hartford, Tony Rice und seiner Frau Nancy Blake. Er spielte im Hintergrund für Johnny Cash, June Carter, Bob Dylan, Steve Earle, Kris Kristofferson, Ralph Stanley und Joan Baez. Blake spielte auch auf dem Nitty-Gritty-Dirt-Band-Album Will The Circle Be Unbroken. Von 1969 bis 1971 war er ein Mitglied der The Johnny Cash Show auf dem Fernsehsender ABC als Gast der Johnny-Cash-Band The Tennessee Three.
Blake ist in den Credits des Bob-Dylan-Albums Nashville Skyline und des Johnny-Cash-Albums Orange Blossom Special aufgeführt. Er war an dem Steve-Earle-Comeback-Album Train A’ Comin’ und dem mit mehrfachem Platin ausgezeichneten O-Brother-Where-Art-Thou?-Soundtrack beteiligt, welches das Interesse an Bluegrass-Musik wiedererweckte und einen Grammy-Award als Album des Jahres 2002 gewann. Er war auch an der Down-from-the-Mountain-Tour, die aus dem Erfolg resultierte, beteiligt. Zudem gehörte Blake dem Line-up des 5-fachen Grammy-Gewinners Raising Sand von Robert Plant und Alison Krauss 2007 an.
Die Musik, die Norman Blake spielt, kann als neo-traditionalistischer, amerikanischer Folk beschrieben werden (Folk, Bluegrass, Country, Blues). Viele seiner Lieder sind traditionell, aber er spielt die akustischen Teile mit einem Stil, einer Geschwindigkeit
und Qualität, die sich zum Modernen entwickelt hat. Jedoch ist er am bekanntesten für seine Darbietung, die klassische Violine auf die Gitarre zu übertragen. Er schrieb auch Songs, die heute als typisch Bluegrass zählen, wie Ginseng Sullivan aus dem Album Back Home in Sulphur Springs oder Slow Train through Georgia und Church Street Blues.
Blake veröffentlicht seine Alben auf diversen Labels wie Rounder Records, Flying Fish, Country, Takoma, Shanachie, Western Jubilee, Red House und Plectrafone.
2022 wurde Blake in die International Bluegrass Music Hall of Fame aufgenommen.

## Diskografie
- 1972: Back Home in Sulphur Springs
- 1974: Going Places
- 1974: The Fields of November
- 1975: Norman Blake/Tut Taylor/Sam Bush/Butch Robins/Vassar Clements/David Holland...
- 1975: Old and New
- 1976: Live at McCabe's
- 1976: Norman Blake and Red Rector
- 1976: Whiskey Before Breakfast
- 1977: Blackberry Blossom
- 1978: Directions
- 1979: Rising Fawn String Ensemble
- 1981: Full Moon on the Farm
- 1982: Original Underground Music
- 1984: Nashville Blues
- 1985: Lighthouse on the Shore
- 1986: The Norman & Nancy Blake Compact Disc
- 1987: Natasha's Waltz
- 1987: Slow Train through Georgia
- 1987: Blake & Rice
- 1988: Blind Dog
- 1990: Norman Blake and Tony Rice 2
- 1992: The Fields of November/Old and New
- 1992: Just Gimme Somethin' I'm Used To
- 1994: While Passing Along This Way
- 1996: The Hobo's Last Ride
- 1998: Chattanooga Sugar Babe
- 1999: Be Ready Boys: Appalachia to Abilene
- 1999: Far Away, Down on a Georgia Farm
- 2001: Flower From the Fields of Alabama
- 2002: Old Ties
- 2002: Meeting on Southern Soil
- 2004: The Morning Glory Ramblers
- 2006: Back Home in Sulphur Springs (mit Nancy Blake)
- 2007: Shacktown Road
- 2007: Raising Sand
- 2009: Essential Recordings: Sleepy Eyed Joe
- 2011: Green Light On The Southern
- 2015: Wood, Wire & Words
- 2017: Brushwood Songs & Stories
- 2018: Gallop To Georgia, mit Mike Compton
- 2021: Day By Day

## Videos
- 1990: Norman Blake's Guitar Techniques #1
- 1992: Mandolin of Norman Blake
- 1994: My Dear Old Southern Home
- 1995: Legends of Flatpicking Guitar
- 1996: The Video Collection 1980–1995
- 2000: Great Guitar Lessons – Bluegrass Flatpicking
- 2001: Norman Blake's Guitar Techniques #2